# Daren Tang

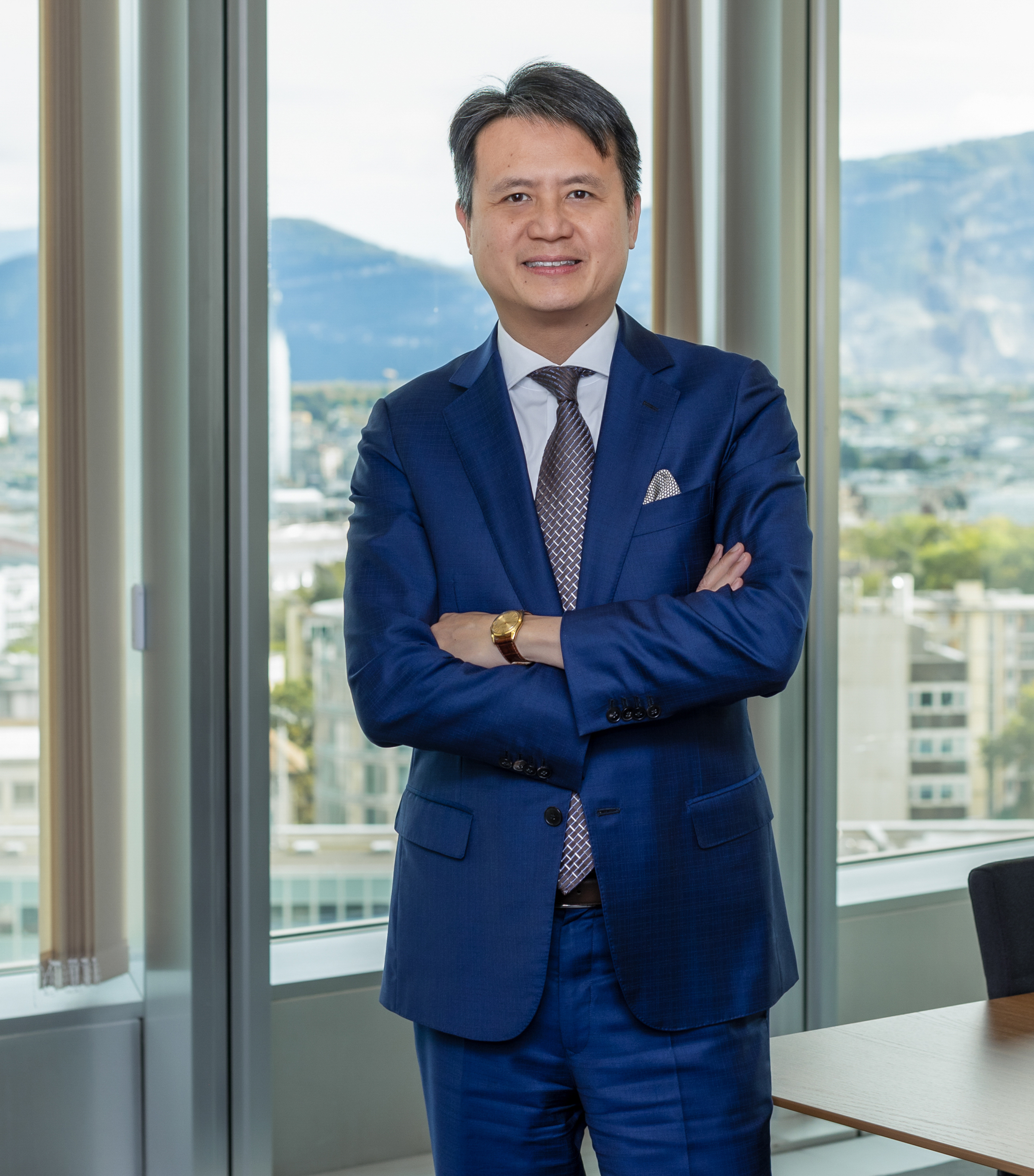
Daren Tang

Daren Tang Heng Shim (chinesisch 邓鸿森, Pinyin Dèng Hóngsēn, Pe̍h-ōe-jī Tīng Hôngsim; * 1972) ist ein singapurischer Jurist. Er ist seit 2020 der fünfte Generaldirektor der Weltorganisation für geistiges Eigentum (WIPO) und gleichzeitig auch Generalsekretär des Internationalen Verbandes zum Schutz von Pflanzenzüchtungen (UPOV).

## Ausbildung
Daren Tang ist Absolvent der National University of Singapore (Bachelor of Law, Honors) und der juristischen Fakultät der Georgetown University (Master of Laws, Distinction).  Er besuchte außerdem das Advanced Management Program an der Harvard Business School. Er spricht fließend Englisch und Chinesisch.

## Karriere
Zwischen 1997 und 2012 hatte Daren Tang verschiedene juristische Positionen innerhalb der Generalstaatsanwaltschaft und des Ministeriums für Handel und Industrie von Singapur inne.
Von November 2015 bis Juli 2020 war er als Exekutivdirektor des Amtes für geistiges Eigentum von Singapur (Intellectual Property Office of Singapore IPOS) tätig und trieb die strategische Transformation des IPOS zur Unterstützung der innovationsbasierten Wirtschaft Singapurs voran.
Tang war außerdem von Mai 2017 bis 2020 auch Vorsitzender des Ständigen Ausschusses für Urheberrecht und verwandte Schutzrechte (SCCR) bei der WIPO.
Am 4. März 2020 wurde Daren Tang für den Posten als Generaldirektor der WIPO nominiert und am 8. Mai 2020 von der Generalversammlung der WIPO zum Nachfolger von Francis Gurry gewählt. Er trat sein sechsjähriges Mandat am 1. Oktober 2020 an.

## Positionen
Daren Tang ist Mitglied der International Gender Champions, die sich für Geschlechtergleichstellung in nationalen und internationalen Organisationen einsetzt.

## Ehrungen
Im Jahr 2016 erhielt er die Public Administration Medal vom Büro des Premierministers von Singapur für herausragende Effizienz und Kompetenz im Dienste seines Landes.